# مرگ و سایر جزئیات
مرگ و سایر جزئیات (انگلیسی: Death and Other Details) یک مجموعه تلویزیونی درام معمایی آمریکایی پخش شده از هولو که توسط هایدی کول مک‌آدامز و مایک وایس ساخته شده و مندی پتینکین، ویولت بین، لیندا ایمند، پردیس صارمی، دیوید مارشال گرانت، جری برنز، مایکل گلیدیس، جین اتکینسون و لیسا لو در آن بازی ایفای نقش کردند. این سریال در ۱۶ ژانویه ۲۰۲۴ به نمایش درآمد و عموماً با نظرات متفاوتی از منتقدان روبرو شد. در مارس ۲۰۲۴، مرگ و سایر جزئیات پس از یک فصل لغو شد.

## خلاصه داستان
روفوس کوتس‌ورث خود را در یک کشتی تفریحی لوکس در یک اتاق قفل شده می‌یابد که در آن قتلی غیر قابل تصور رخ می‌دهد و اتفاقات عجیبی در پس آن رخ می‌دهد.

## بازیگران
- ویولت بین در نقش ایموجین اسکات
- لورن پاتن در نقش آنا کالیر، بهترین دوست ثروتمند ایموجین، وارث بلافصل شرکت کالیر میلز
- راهول کوهلی در نقش سونیل بانداری، مالک کشتی تفریحی اس‌اس وارونا
- آنجلا ژو در نقش تدی گو، مدیر خدمه کشتی اس‌اس وارونا
- هوگو دیه‌گو گارسیا در نقش ژول توسن، رئیس امنیت کشتی اس‌اس وارونا
- لیندا ایمند در نقش مامور هیلد اریکسن مامور اینترپل
- مندی پتینکین در نقش روفوس کوتس‌ورث
- پردیس صارمی در نقش لیلا، همسر پارانوئید آنا، روزنامه‌نگار سابق کلیک‌بایت که از عوارض یک تصادف رانندگی آسیب‌زا رنج می‌برد.

- دیوید مارشال گرانت در نقش لارنس کولیر، پدر آنا و مدیرعامل کولیر میلز که آماده بازنشستگی است، اما هنوز جانشین خود را اعلام نکرده است.
- جری برنز در نقش لولین مترز، وکیل کولیرز
- مایکل گلیدیس در نقش کیث تروبیتسکی، تاجر نفرت‌انگیزی که مورد توجه تریپ قرار می‌گیرد و بعداً مشخص می‌شود که او دنی ترنر، دستیار و بهترین دوست روفوس است.
- جک کاتمور-اسکات در نقش تریپ کالیر، برادر آنا
- تامبرلا پری در نقش الکساندرا هوچنبرگ، فرماندار واشنگتن، از نزدیکان خانواده کالیر
- آنی کیو. ریگل در نقش وینی گو، یکی از خدمه کشتی اس‌اس وارونا و خواهر کوچکتر تدی
- دنی جانسون در نقش پدر توبی بریگز، دوست صمیمی لارنس و کاترین و یک مهره سیاسی قدرتمند در پشت صحنه
- ویلبرت صمیمی در نقش دِ درک، پسر ۱۴ ساله توبی، اینفلوئنسر تیک‌تاک
- کارولین در نقش الینور چون، وارث یک امپراتوری مد و دوست دختر سابق آنا در مدرسه بازرگانی
- سوفیا رید-گانتزرت در نقش ایموجن جوان
- جین اتکینسون در نقش کاترین کولیر، همسر لارنس
- لیسا لو در نقش سلیا چون، مادربزرگ النور، یک میلیاردر تاجر پوشاک که در حال مذاکره با کولیرز برای خرید سهم قابل توجهی از کولیرز میلز است.
- کریستین سونسون در نقش آندریاس ویندلر

## تاریخ تولید و انتشار
این سریال در مارس ۲۰۲۲ توسط هولو سفارش داده شد، که در آن زمان «فرصت‌های شغلی در قتل و آشوب» نام داشت و مندی پتینکین در نقش اصلی آن بازی می‌کرد. نویسندگی و تهیه‌کنندگی اجرایی آن را مایک وایس و هایدی کول مک‌آدامز بر عهده داشتند و این دو همچنین به عنوان شورانرهای مشترک نیز فعالیت داشتند. مارک وب کارگردانی قسمت اول و تهیه‌کنندگی اجرایی آن را از طریق بلک لمب بر عهده داشت. آنجلا ژو در قسمت اول بازی کرد و به جمع نویسندگان سریال پیوست و همچنین نقش بازیگری خود را به عنوان تدی گو، مدیر خدمه کشتی اس‌اس وارونا، ادامه داد.
وایس و مک‌آدامز، سازندگان این سریال ده قسمتی، خود را از طرفداران پروپاقرص آثار آگاتا کریستی توصیف می‌کنند و «می‌خواستند حال و هوای آن آثار را به تصویر بکشند و سبک او را به دنیای معاصر ما بکشانند.» شخصیت مندی پتینکین از کارآگاهان داستانی معروف، از جمله هرکول پوآرو، سم اسپید، شرلوک هولمز و فیلیپ مارلو الهام گرفته شده است. در میان عوامل تولید، جیمز فیلپات، طراح تولید و مندی لاین، طراح لباس حضور دارند. در مارس ۲۰۲۴ هولو این سریال را پس از یک فصل لغو کرد.
وقتی زمزمه‌های ساخت این سریال در مارس ۲۰۲۲ کلید خورد، گزارش شد که پتینکین در کنار ویولت بین، لورن پتن، هوگو دیه‌گو گارسیا، آنجلا ژو، پردیس صارمی و راهول کوهلی بازی خواهد کرد. در اوت ۲۰۲۲ آنی کیو. ریگل به جمع بازیگران اضافه شد. در سپتامبر ۲۰۲۲ لیندا ایمند، جین اتکینسون و دیوید مارشال گرانت به جمع بازیگران اضافه شدند. در نوامبر ۲۰۲۲ کریستین اسونسون به جمع بازیگران پیوست.
این سریال در ۱۶ ژانویه ۲۰۲۴ در ایالات متحده از وب‌ سایت هولو پخش شد. اما در سطح بین‌المللی از طریق دیزنی پلاس منتشر شد.

## افتخارات
«مرگ و سایر جزئیات» یکی از ۲۰۰ سریال تلویزیونی بود که برای سال‌های ۲۰۲۳ تا ۲۰۲۴ تمبر ReFrame را دریافت کرد. این تمبر توسط ائتلاف برابری جنسیتی ReFrame و بانک اطلاعات اینترنتی IMDbPro به پروژه‌های فیلم و سریالی که استخدام متعادل جنسیتی دارند، اعطا می‌شود و تمبرها به پروژه‌هایی اهدا می‌شود که افراد با هویت زنانه، به ویژه زنان رنگین‌پوست، را در چهار نقش از هشت نقش کلیدی برای تولید خود استخدام می‌کنند.
این سریال در جایزه لیو ۲۰۲۴ نامزد دریافت جایزه بهترین طراحی صحنه در یک سریال درام شد.

## آرا و نظرات
وب‌سایت جمع‌آوری نقد و بررسی راتن تومیتوز بر اساس ثبت ۳۳ نظر مختلف، امتیاز ۵۵٪ را با میانگین امتیاز ۶.۲ از ۱۰ گزارش داد. اجماع منتقدان این وب‌سایت می‌گوید: « مرگ و سایر جزئیات ایده‌های زیادی برای جذاب‌تر کردن این داستان پلیسی کلاسیک دارد، اما نقص مهلک آن، فقدان انسجام در تصویر بزرگتر است.» متاکریتیک بر اساس ثبت ۱۹ نظر مختلف، امتیاز ۶۰ از ۱۰۰ را به این فیلم اختصاص داده است که نشان‌دهنده «نقدهای مختلط یا متوسط» است.
شیکاگو تریبون به این سریال ۳.۵ ستاره داد و گفت: «این سریال شاید تکراری باشد - و باز هم یک ماجراجویی دیگر درباره افراد فوق‌العاده ثروتمند - اما خیلی سرگرم‌کننده است.» ای.وی. کلاب به این سریال امتیاز B داد و آن را «یک سریال شاد و سرزنده که همزمان هم دنج و هم نشاط‌آور است» توصیف کرد.
مجله تایم نظر مثبت کمتری داشت و این سریال را اینگونه توصیف کرد: «فرانکشتاینی که از تکه‌های سریال‌های موجود توسط جمعی از مدیران اجرایی - یا یک الگوریتم - که به شدت به دنبال موفقیت هستند، ساخته شده است.» ورایتی این سریال را «با سبکی پیچیده و پیچ و خم‌های گیج‌کننده» توصیف کرد، اما از پیچیدگی آن انتقاد کرد و گفت: «با انباشته شدن داستان‌ها و رازها، معما بیشتر به یک هزارتوی گیج‌کننده تبدیل می‌شود تا یک معمای جذاب.»